# Eleadi
Nella mitologia greca, le Eleadi (in latino Eleionomae, in greco Ελειάδες) sono le Naiadi che vivono nelle paludi.
Le Eleadi sono una razza timida, di semi-rettili acquatici, che sono stati elevati allo status di umanoide dalla magia antica. Abitano principalmente lungo le paludi e corsi d'acqua di Teti dove abitano sulle piante con i pesci di fiume e gli uccelli. Come popolo, le eleadi sono sostanzialmente solitarie e schive, solo raramente interagiscono con le altre razze. Quando interagiscono con gli esseri umani, lo fanno come guide o come animali da traino.
Solitamente queste ninfe vivono in villaggi nascosti, che si trovano nel bel mezzo delle paludi su isole artificiali, protette da mostri acquatici. La società delle Eleadi non riconosce la differenza tra i sessi e le classi sociali. Hanno molteplici capacità di sopravvivenza, ma poche artistiche, per questo sono avide di gioielli ed oggetti lucidi, in particolare di oro.